# ننشاكو

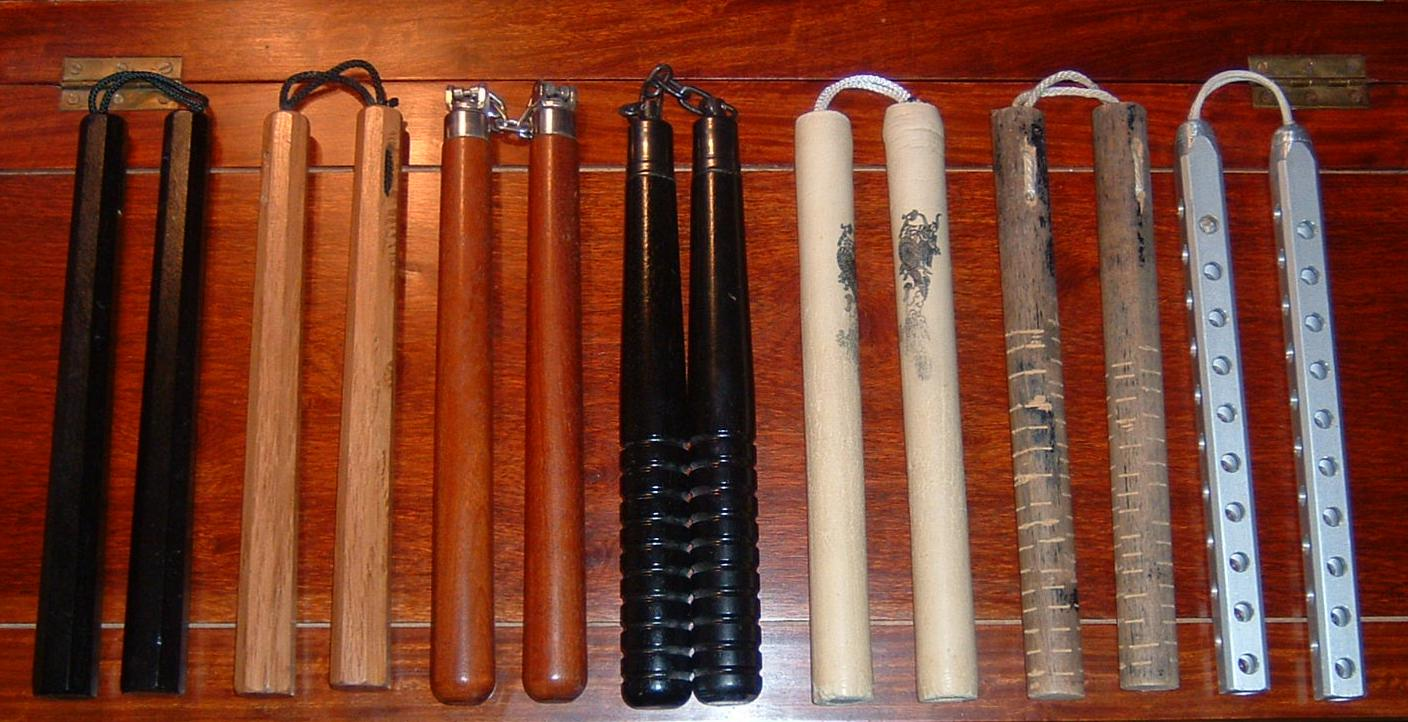
أنواع مختلفة من الننشاكو

ننشاكو أو (نيهونغو|Nunchaku|ヌンチャク|nunchaku) هو عبارة عن سلاح خاص بمحافظة أوكيناوا ويتسم بأنه تقليدي ويتألف من عصوين متصلتين تربطهما من نهايتيهما سلسلة أو حبل قصير. وفي العصر الحديث شاع استخدام الننشاكو من جانب الممثل بروس لي في أفلامه.

## أصل التسمية
تأتي كلمة ننشاكو من لغات جزر ريوكيو (بالإنجليزية: Ryukyuan). وأصل هذه الكلمة غير واضح. وتقول إحدى النظريات إن هذه الكلمة مشتقة من نطق الحروف الصينية 兩節棍 (نوع من سلاح العصا المكونة من جزئين الصيني التقليدي) بلهجة الفوجيان الجنوبية من اللغة الصينية.
وفي اللغة الإنجليزية غالبًا ما يُشار إلى كلمة ننشاكو باسم "nunchucks" (نونتشوكس) أو "nunchuks". ويتم استخدام كلمة «نونتشوك» في اللغة الإنجليزية في إشارة إلى اسم وحدة التحكم الخاصة بحامل وي وي نونتشوك.

## المنشأ

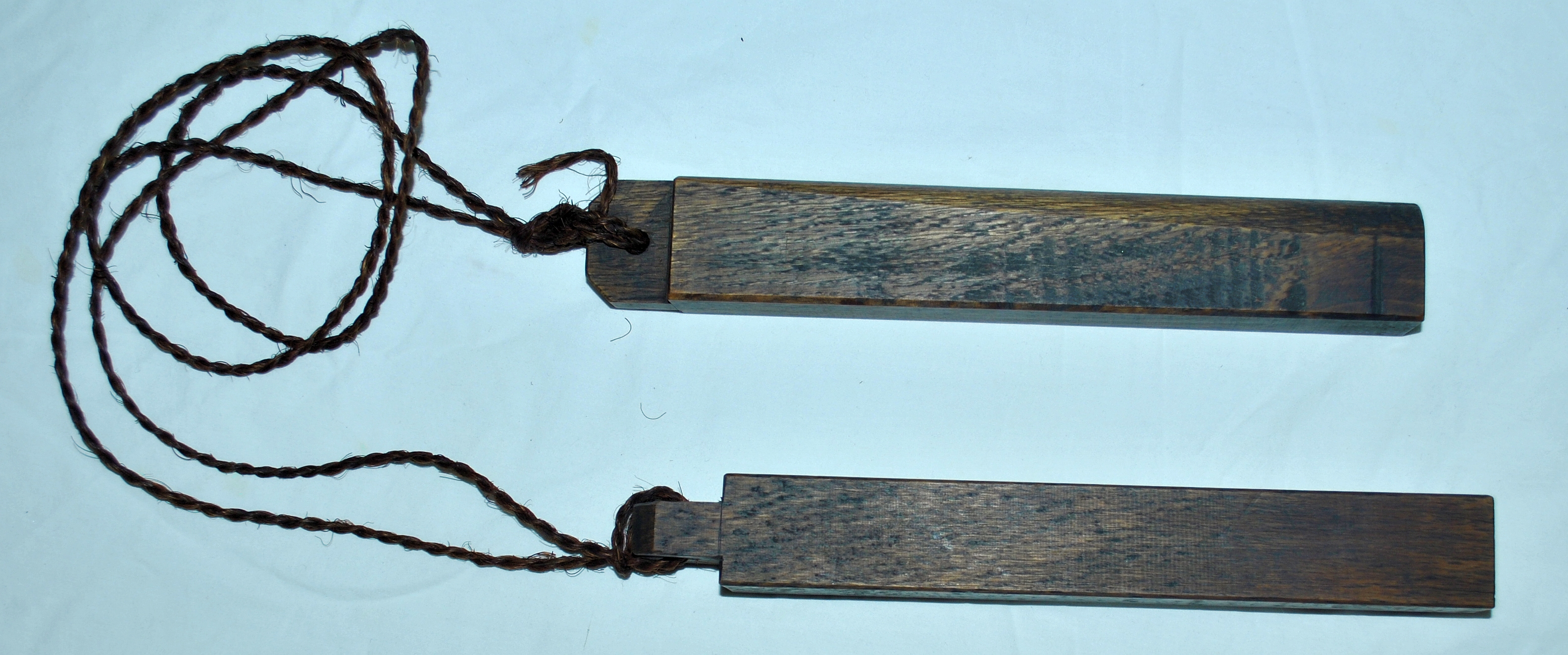
هويوشيكي (المطرقة الخشبية)

أحد الاعتقادات السائدة هو أن الننشاكو كان في الأصل مدرس حنطة قصير يُستخدم في منطقة جنوب شرق آسيا لدرس الأرز أو فول الصويا (أي، فصل الحبوب عن القشر). وهذا الاعتقاد أدى إلى النظرية التي تقول بأن الننشاكو قد تطور في الأصل من لجام الفرس في أوكيناوا (muge)، أو أن الننشاكو مأخوذ من مطرقة خشبية تُسمى هويوشيكي كان يحملها الحارس الليلي للقرية؛ وكانت تتألف من قطعتين من الخشب متصلتين بحبل، وكان الحارس الليلي يضرب القطعتين الخشبيتين ببعضهما لجذب انتباه الناس ومن ثم تحذيرهم بشأن الحرائق وغيرها من المخاطر الأخرى.
ومع ذلك، فإن ربط الننشاكو وغيره من الأسلحة الأوكيناوية ‏ بالفلاحين المتمردين من المحتمل أن يكون جزءًا من التشبيه الوجداني. كانت الفنون القتالية في أوكيناوا تُمارس بشكل حصري من قِبل الطبقة الأرستقراطية (كازوكو) و«خدمة النبلاء» (شيزوكو) ولكنها كانت ممنوعة على العوام (الهايمين). علاوة على ذلك، لم تتم عملية نزع السلاح كليًا مطلقًا في أوكيناوا؛ إذ ظل يُسمح للنبلاء بحمل سيوفهم بل كان يُسمح لأعضاء من العائلة المالكة والأمراء أن يحملوا أسلحة نارية للصيد. ومهما كانت أصوله، لم يكن الننشاكو سلاحًا شعبيًا، ويتضح ذلك من الحقيقة المتمثلة في أنه لم تواجد أي كاتا تقليدية معروفة للننشاكو. وربما كان هذا نتيجة لافتقاره الكفاءة مقارنة بأسلحة مثل السيف.
ووفقًا للفولكلور الصيني، فإن الننشاكو هو أحد اشكال العصا المكونة من جزئين.

## الأجزاء

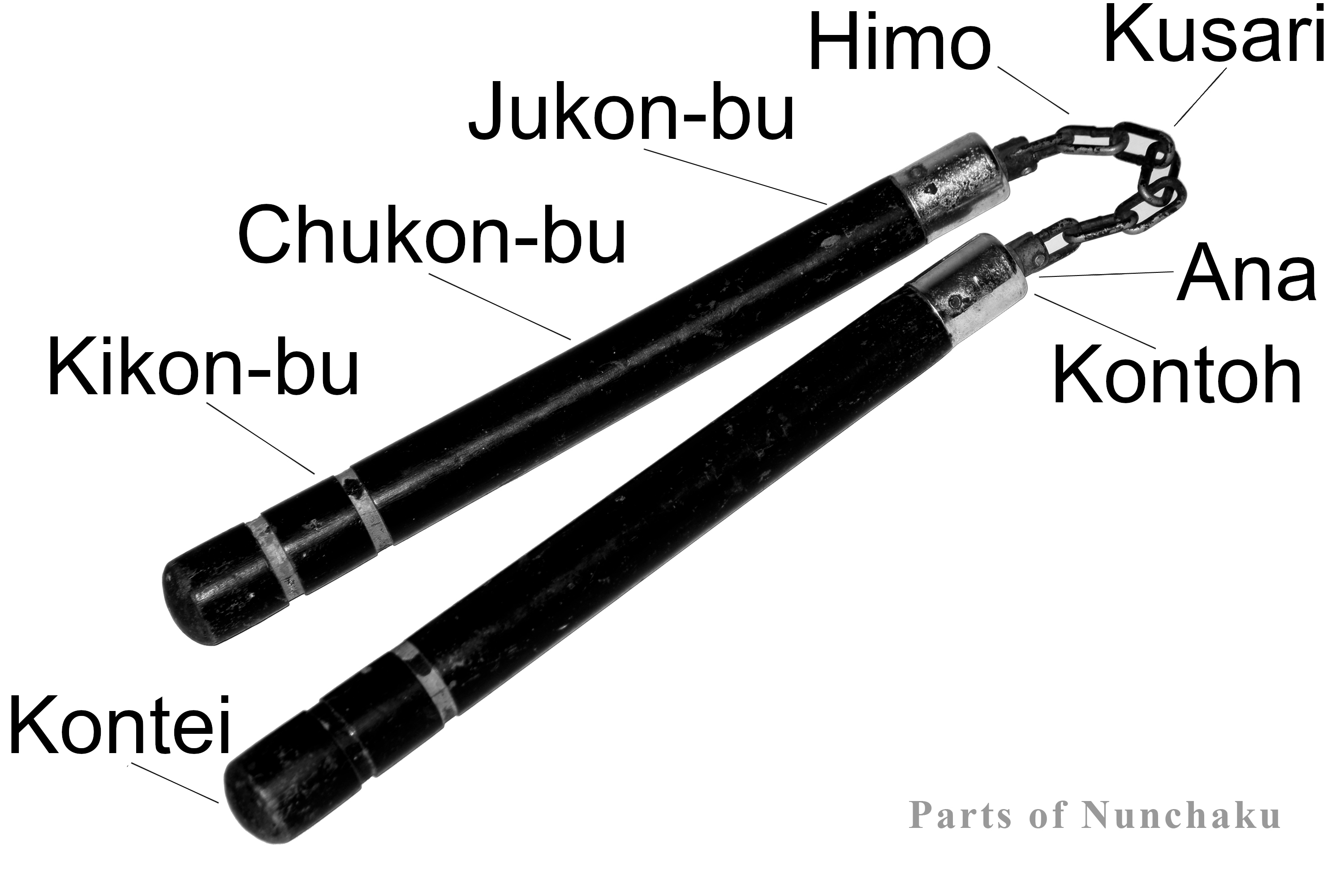
أجزاء الننشاكو

- الهيمو

الحبل الذي يربط بين مقبضي بعض أنواع الننشاكو.
- الآنا

الفتحة الموجودة في الكونتوه بكل مقبض من المقبضين التي يمر من خلالها الهيمو، والننشاكو المربوط بالهيمو فقط هو الذي يحتوي على آنا.
- الكوساري

السلسلة التي تربط بين مقبضي بعض أنواع الننشاكو.
- الكونتوه

يُسمى الجزء الأعلى من كل مقبض بـ الكونتوه وإذا كانت توجد فتحة لمرور الحبل من خلالها فإنها تُسمى الآنا.
- جوكون-بو

الجزء العلوي من المقبض.
- شوكون-بو

الجزء الأوسط من المقبض.
- كيكون-بو

الجزء السفلي من المقبض.

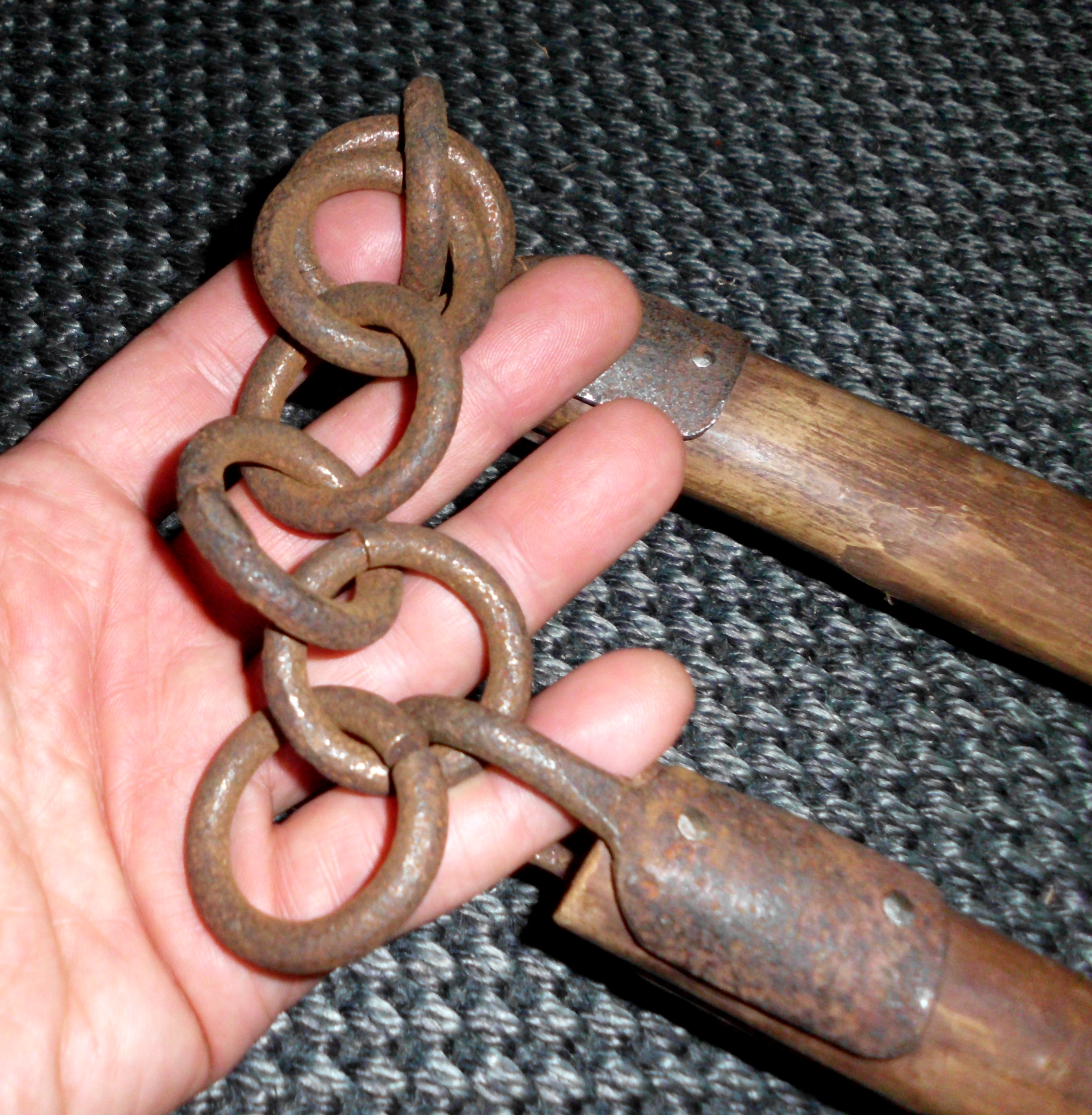
الكوساري (سلسلة) المستخدم لربط قطعتي الننشاكو.
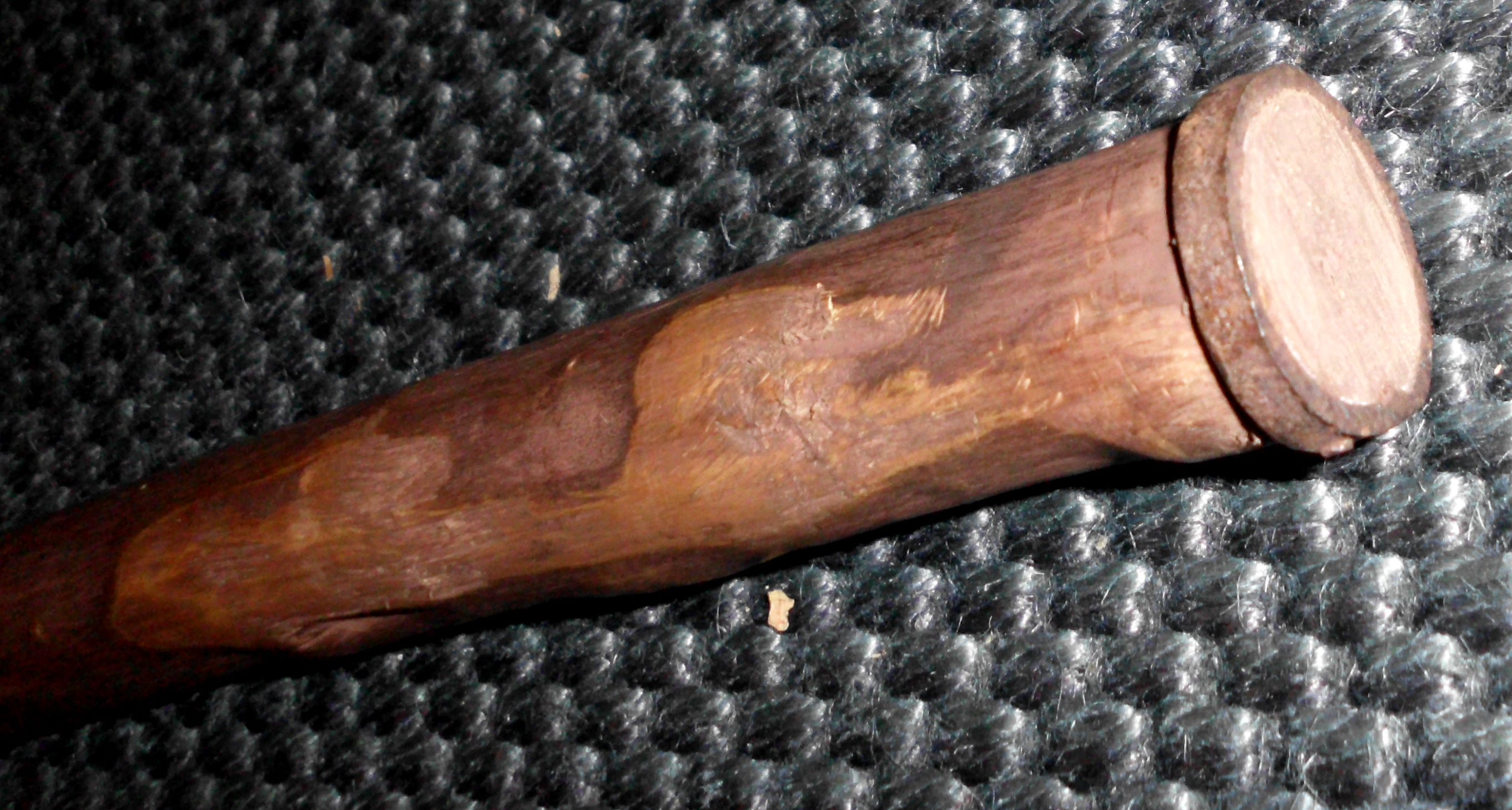
كيكون-بو، الجزء الأسفل من أحد مقبضي الننشاكو يبين الجزء السفلي من المقبض كونتي.
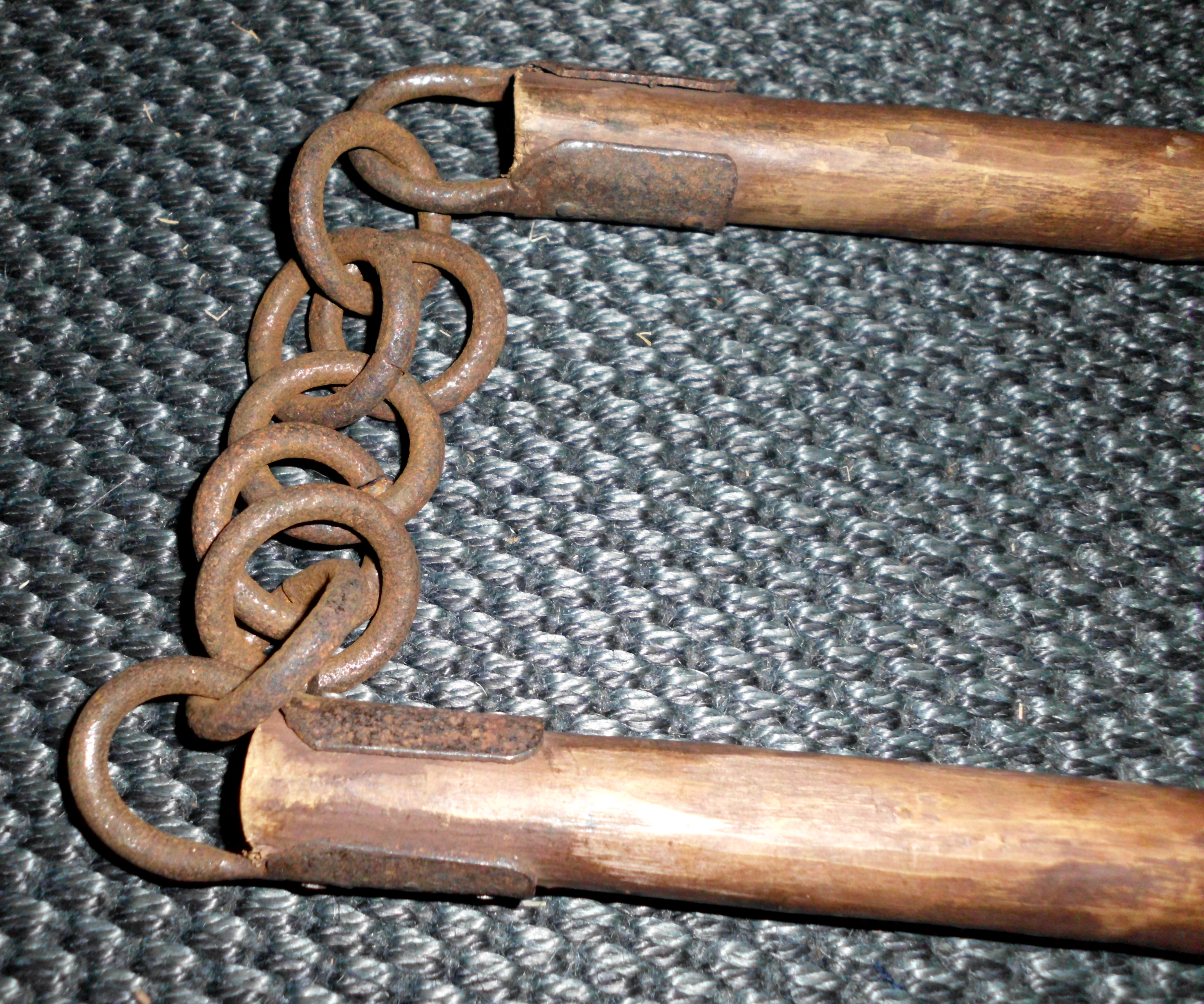
جاكون-بو، الجزء الأعلى من الننشاكو، الذي يبين أعلى المقبض الكونتوه والكوساري (السلسلة) الذي يربط مقبضي أو نصفي الننشاكو.
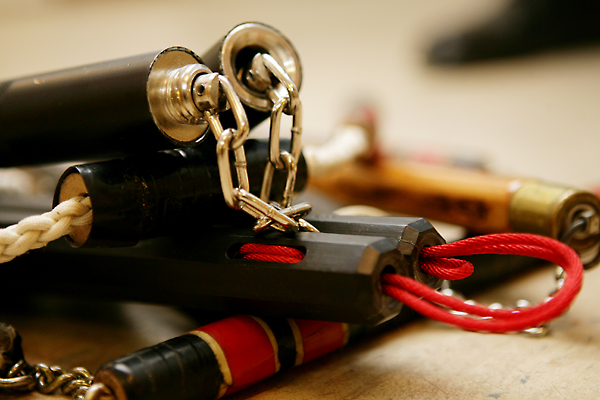
صورة تم التقاطها عن قُرب للكونتوه (الجزء الأعلى) من اثنين من الننشاكو تيبن الكوساري (سلسلة) لأحدهما والأخرى تبين الهيمو (الحبل) والآنا (الفتحة) التي يمر من خلالها الهيمو.

- كونتي

الجزء الأسفل من المقابض.

## البناء

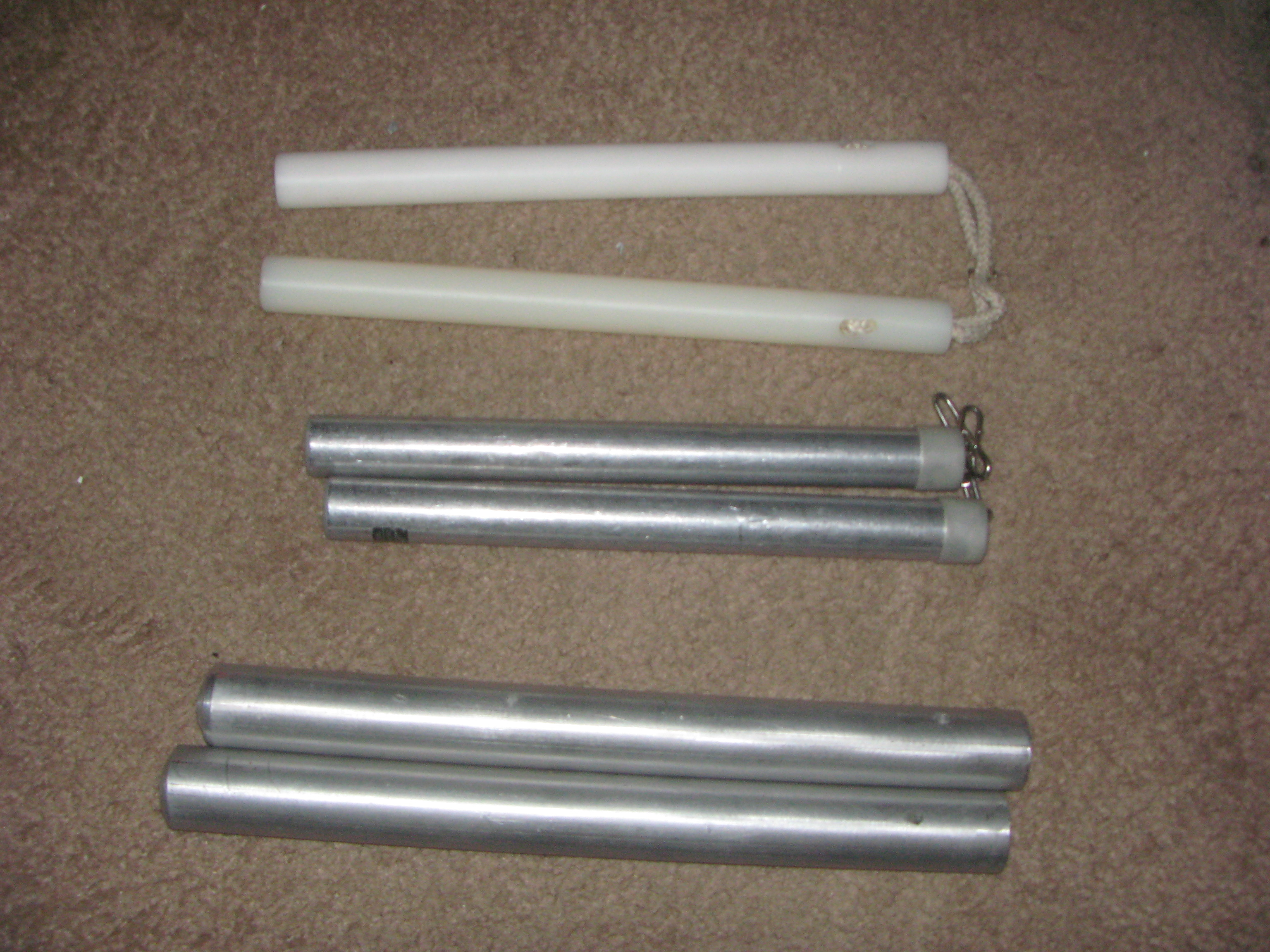
أنواع غير شائعة من الننشاكو مصنوعة من النايلون والألومينيوم المجوف والمعدن الصلب (غير متصلة)

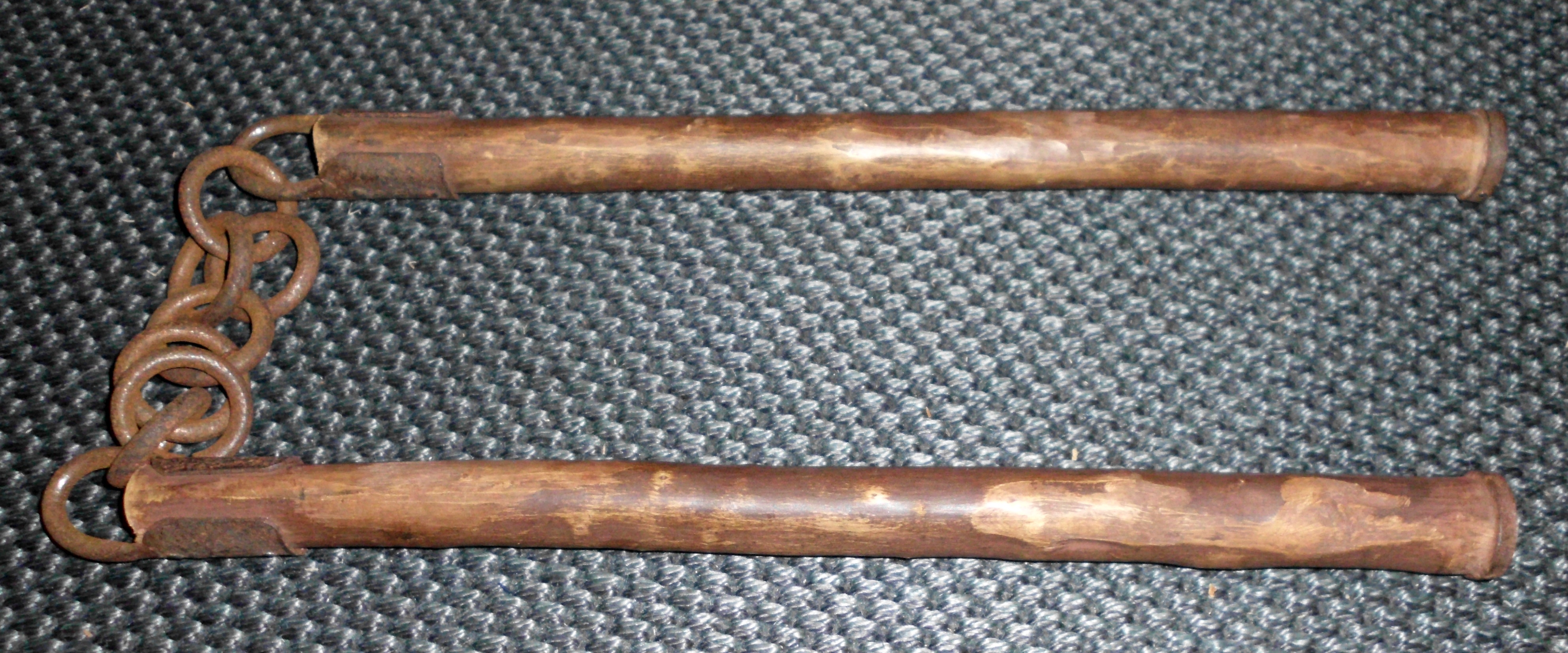

الننشاكو يتكون من قسمين من الخشب متصلين عن طريق حبل (الهيمو) أو سلسلة (الكوساري)، على الرغم من أن أشكالاً مختلفة قد تتضمن أقسامًا إضافية من الخشب والسلسلة. وفي الصين، تُسمى عصا الضرب «عصا التنين» ("龍棍") بينما يُسمى المقبض «عصا يانغ» ("陽棍"). ويميل الننشاكو الصيني إلى أن يكون مستديرًا، في حين أن النسخة الأوكيناوية بها جزء ذو ثمانية أضلاع (بما يتيح تلامس إحدى حواف الننشاكو مع الهدف الأمر الذي يؤدي إلى زيادة الضرر الواقع). ويجب أن يكون الطول المثالي لكل قطعة كافيًا لحماية الساعد عند مسكه في القبضة العليا أعلى المقبض. وعادة ما يكون كلا الطرفين متساويان في الطول، على الرغم من اختلاف الننشاكو. والطول المثالي للحبل/السلسلة التي تربط بين جزئي الننشاكو بالكاد كافٍ لوضعه فوق راحة يده، مع تعليق العصوان بشكل مريح وعمودي نحو الأرض. ويُعد التوازن في الوزن مهمًا للغاية؛ فالننشاكو الأرخص سعرًا أو المصمم لجذب العملاء (مثل التوهج في البيئة المظلمة) غالبًا ما يعوزه التوازن بشكل صحيح، وهو ما يمنع المستخدم من الحركات الأكثر تقدمًا والأسرع مثل الدورانات حول الكتف. ويتعين موازنة الوزن نحو الحواف الخارجية للعصوين لتحقيق أكبر قدر من السهولة والتحكم في الأقواس المتأرجحة.
يُصنع الننشاكو التقليدي من الخشب الصلب القوي والمرن مثل خشب البلوط أو الإسكدنيا أو البسانيا. وكان الخشب يُغمر في الأصل في الطين لعدة سنوات، حيث يؤدي عدم وجود الأكسجين والحموضة المثلى إلى منع التعفن وجعل الخشب يزداد صلابة. ويُصنع الحبل من شعر الخيل. وفي النهاية يتم صقل الخشب بالرمل وفركه بالزيت للمحافظة عليه. واليوم غالبًا ما يتم صقل أو طلاء الننشاكو ليكون جذابًا لأغراض العرض. ومن شأن هذه الممارسة أن تقلل القبضة وتجعل من الصعب مسك الننشاكو، ولذلك لا يُنصح به كسلاح للقتال.
ويمكن صنع الننشاكو الحديث من أي مادة مناسبة، مثل الخشب أو المعادن أو تقريبًا أي مادة بلاستيكية أو ألياف زجاجية أو غير ذلك من المواد الصلبة. وعادة ما تتم تغطية الننشاكو الخاص بلعب الأطفال وننشاكو الممارسة بطبقة من الرغوة لمنع إيذاء النفس أو إصابة الآخرين. ومن الشائع رؤية ننشاكو حديث مصنوع من معادن خفيفة مثل الألومينيوم. والمعادلات الحديثة للحبل تكون من النايلون أو السلاسل المعدنية ذات مفاصل. ويمكن تكوين الننشاكو البسيط من مسامير خشبية وسلسلة قصيرة.
وتشجع رياضة ممارسة الننشاكو (Nunchaku-Do)، التي يتم تنظيمها من قِبل الاتحاد العالمي للننشاكو، استخدام الننشاكو المصنوع من الستايروفوم الأسود والأصفر. وعلى عكس ننشاكو التدريب المصنوع من البلاستيك الذي يمكن الحصول عليه بسهوله، فإن الأدوات التي يشجعون على استخدامها موزونة بشكل صحيح.
وهناك بعض أنواع الننشاكو البديلة، التي يتم تصنيعها فقط للأغراض الرياضية مثل:
يُستخدم *Bleeder (ننشاكو ذو شفرات حادة أو أو موس بارد) وsharper (ننشاكو ذو مسامير) كمكونات من برنامج التدريب والتصنيف الأساسي (برنامج فيرهيل) بالفرنسية nunchaku de combat.
- Glow-Chucks، الذي يُصنع إما من الألياف الزجاجية مع وضع ضوء ملون في محمل الكرات أو شريط فلورسنت يتم لفه حول العصايتين.
- Penchaku أو "Prochux"، وهو عبارة عن عصوين أكثر وميضًا سريعة الحركات ومتاحة للعروض الفنية. وهناك أنواع أكثر تلونًا وأحيانًا أكثر إشعاعًا مع شكل معدل يعطي أفضلية للتحكم على حساب القوة؛ ولدى هذه الأنواع عصا أطول وحبل قصير للغاية. وتقوم الفكرة على نموذج رياضي، وهو منحنى Lissajous، الذي يتيح للمستخدم الحفاظ على استمرار أداء الحركات بانسيابية.

وهناك أيضًا بعض أنواع الننشاكو ليست للاستخدام الرياضي، مثل:
- الننشاكو بالسكاكين، وهو ننشاكو به شعب معدنية بها شفرة مخفية في طرف كل شعبة.[11]
- الننشاكو التلسكوبي، وهو ننشاكو به عصا معدنية قابلة للسحب.

## الأشكال الرسمية
يُستخدم الننشاكو بشكل أكثر شيوعًا في Okinawan kobudō والكراتيه، ولكنه يُستخدم أيضًا في الإسكريما (وعلى نحو دقيق، التاباك-طويوك، وهو سلاح فلبيني مشابه يُستخدم بدلاً من الننشاكو الأوكيناوي)، والتايكوندو والهابكيدو. ويختلف استخدام كل شكل من هذه الأشكال. تستخدم الأشكال الأوكيناوية العصا في المقام الأول للقبض والتشابك. ويستخدم ممارسو الفنون القتالية الفلبينيةالننشاكو بنفس طريقة استخدام العصا ببراعة، لذا فإن الضرب يُعطى الأسبقية. تجمع الأنظمة الكورية بين الحركات الهجومية والدفاعية لذا يتم تعليم المسكات والضربات.
وعادة ما يُستخدم الننشاكو ببراعة بشكل فردي ولكن يمكن أيضًا استخدامه بشكل ثنائي. ويمكن إدارته سريعًا، واستخدام مقابضه للقوة الحادة وكذلك ثني سلسلته حول أحد الأسلحة التي تهاجمك لشل حركتها أو لنزع سلاح الخصم. ولوحظ أن التدريب على استخدام الننشاكو يزيد من سرعة اليد واتخاذ الوضعية الصحيحة وجعل يد المستخدم في حالة جيدة لذا فإنه يُعتبر سلاحًا تدريبًا مفيدًا.
وهناك بعض التخصصات التي تجمع بين الننشاكو والتقنيات غير المسلحة:
- تايكوندو مواهيبونغ يجمع بين الننشاكو الكوري والتايكوندو.[12]
- Nunch-Boxing تجمع بين الننشاكو وتقنيات الركل واللكم. Nunch-Boxing ذاتها تُعتبر جزءًا من التخصص الأوسع نطاقًا Nenbushi.[13]
- ننشاكو مع الصافات تجمع بين تقنيات الملاكمة الفرنسية الصافات والننشاكو.[14]

## الأسلوب الحر
الننشاكو الحر هو أسلوب معاصر من أساليب فنون الأداء باستخدام الننشاكو باعتباره أداة مرئية أكثر من كونه سلاحًا. ومع الانتشار المتزايد للإنترنت زاد توافر الننشاكو بصورة كبيرة، ومع وجود مواقع مشاركة الفيديو الأخرى أيضًا أصبح الكثير من الأشخاص مهتمين بتعلم كيفية استخدام الأسلحة للعروض الحرة. والأسلوب الحر هو أحد تخصصات المنافسة التي يقيمها الاتحاد العالمي للننشاكو. وبعض الفنون القتالية الحديثة تعلم استخدام الننشاكو لأنه قد يساعد الطلاب على تحسين ردود أفعالهم غير الإرادية والتحكم في اليدين وغيرها من المهارات الأخرى.

## الاتحادات الرياضية
منذ الثمانينات، توجد اتحادات رياضية دولية تقوم بتنظيم استخدام النناشكو باعتباره إحدى رياضات الاشتباك. وعادة ما تقيم الاتحادات الحالية مباريات قتاليةشبه اشتباكية يُحظر فيها الضربات الشديدة مقارنة بالمباريات القتالية الاشتباكية. ومباريات Full-Nunch، على الجانب الآخر، هي خالية من القيود بشأن شدة الضربات ويُسمح فيها باستخدام الضربات القاضية.
- وتأسست رابطة أمريكا الشمالية للننشاكو في عام 2003 في كاليفورنيا في الولايات المتحدة الأمريكية بواسطة سينساي كريس بيليتاري (Sensei Chris Pellitteri). وتقوم رابطة أمريكا الشمالية للننشاكو بتعليم جميع جوانب الننشاكو، الننشاكو التقليدي والحر: الفردي والمزدوج.

تأسست *المنظمة العالمية لهواة الننشاكو (WANO): من قِبل باسكال فيرهيل (Pascal Verhille) في فرنسا عام 1988.
تأسس *الاتحاد الدولي للننشاكو القتالي والفني (FINCA): بواسطة رفائيل شميتز (Raphaël Schmitz) في فرنسا في عام 1992، نتيجة لدمج الاتحادين المنحلين المنظمة العالمية لهواة الننشاكو (WANO) والاتحاد الفرنسي لرياضة الننشاكو (FFNS). وبات اسم الاتحاد الحالي هو الاتحاد الدولي للننشاكو والقتال الكامل وفنون الدفاع عن النفس الحديثة والمتجانسة. (FINCA). وتدوم المباراة وفقًا لقواعد الاتحاد الدولي للننشاكو والقتال الكامل وفنون الدفاع عن النفس الحديثة والمتجانسة 2 x 2 دقيقة. وليست هناك حاجة إلى تغيير فرع الننشاكو واليد قبل الضرب، فقط يُطلب الاسترجاع الصحيح. لا يوجد توقف خلال المبارة إلا في حالة الخسارة أو الرفع أو العقوبات.
تأسس *الاتحاد العالمي للننشاكو  (WNA): بواسطة ميلكو لامبريشت (Milco Lambrecht) في هولندا عام 1996. فهم يستخدمون ننشاكو التدريب البلاستيكي متوازن الوزن ذا اللون الأصفر والأسود والقباعات الواقية. ولديهم نظام ألوان الأحزمة الخاص بهم حيث يفوز الشخص بالشرائح مختلفة الألوان ليتم وضعها على الحزام بدلاً من استخدام أحزمة ملونة بالكامل. وأحد جانبي الحزام يكون أصفر اللون بينما يكون الجانب الآخر أسود اللون، بحيث يمكن تمييز المتبارزين في المنافسات من خلال الجانب المرئي من الحزام. وتتوافق قواعد مباريات الاتحاد العالمي للننشاكو مع الكوميتيه الذي يُعد أحد أقسام نظام ممارسة الننشاكو (Nunchaku-do). وهي عبارة عن «مباراة تلامسية» مدتها دقيقتين تكون فيها القدرات الفنية هامة للغاية. وبعد تسجيل كل نقطة، تتوقف المبارة ويستعيد المتبارزان مكانهما الأصلي.
تأسس *الاتحاد الدولي للننشاكو التكدو (ITNA): بواسطة دانيال ألثوز (Daniel Althaus) في سويسرا عام 2006. وتدوم المباراة وفقًا لقواعد الاتحاد الدولي للننشاكو التكدو 2 × 2:30 دقيقة. لا يوجد توقف خلال الجولة إلا في حالة الخسارة أو الرفع أو العقوبات. وبين الضربتين، يتعين على المقاتل تغيير اليد وفرع الننشاكو قبل الضرب مجددًا، إلا إذا كان يقوم بعمل حجز.

## الشرعية

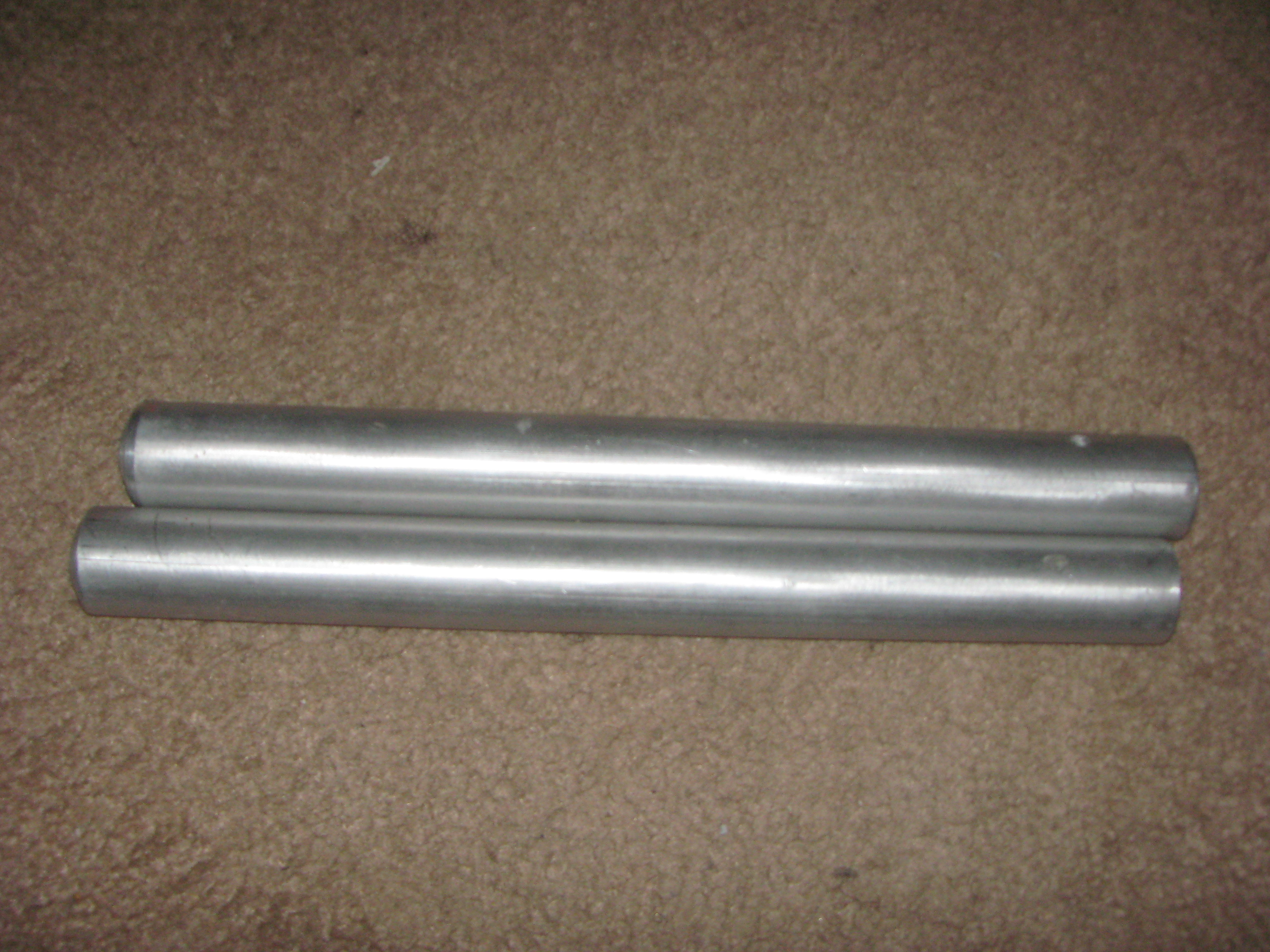
من بين أكثر أنواع الننشاكو خطورة هي تلك الأنواع التي تتكون من قضبان معدنية صلبة، كما هي مبينة هنا وهي غير متصلة.

تعد حيازة الننشاكو غير قانونية أو يُعتبر الننشاكو سلاحًا في عدد من البلدان بما في ذلك النرويج وكندا  وروسيا وبولندا وشيلي وإسبانيا. وفي ألمانيا، يُعتبر الننشاكو غير قانوني منذ أبريل 2006، عندما تم الإعلان عن أنه يُعد سلاحًا قاتلاً.
وفي المملكة المتحدة كان يُعتبر لسنوات عديدة قانونيًا لأي شخص فوق سن 18 أن يشتري ويحوز الننشاكو، على الرغم من أنه غير مسموح بالحيازة العامة ما لم يكن لأغراض نقله بين مكان التدريب والعناوين الخاصة. ومع ذلك، وعقب القضية التي رفعتها شرطة ستراثكلايد وسماع شهادة المدعي العام المحلي في محكمة شرطة جلاسكو في 10 فبراير 2010، حكم الشريف بأن الننشاكو يندرج ضمن فئة الأسلحة المحظورة على النحو المنصوص عليه في قانون العدالة الجنائية لعام 1988 (الأسلحة الهجومية) لعام 1988 المادة 141 (ن). وفي التسعينيات، كان يتم في بريطانيا حذف المقاطع التي يُستخدم فيها الننشاكو من الحلقات التي يُعاد بثها للعروض التلفزيونية الأمريكية الخاصة بالأطفال مثل أفلام الكارتون سلاحف النينجا. وتم أيضًا تحرير النسخة البريطانية من ألعاب الفيديو Soul Blade وتم استبدال ننشاكو Li-Long بعصا ذات ثلاثة أقسام. وفي هونغ كونغ، يُعد امتلاك الننشاكو المعدني أو الخشبي المتصل بسلسلة أمرًا غير قانوني. ويمكن حيازته عن طريق الحصول على ترخيص من الشرطة باعتبار الشخص مدربًا للفنون القتالية. ويُسمح بحيازة أي ننشاكو مصنوع من المطاط. ومع ذلك، تُعد حيازة الننشاكو في البر الرئيسي من الصين أمرًا قانونيًا.
كما يتم تحديد شرعية الننشاكو في أستراليا بموجب قوانين الولايات. وفي نيوساوث ويلز، يأتي السلاح ضمن قائمة الاسلحة المحظورة وبالتالي يمكن حيازتها فقط برخصة.
وتتباين الشرعية في الولايات المتحدة من ولاية إلى أخرى، على سبيل المثال تُعد الحيازة الشخصية للننشاكو غير قانونية في نيويورك، وأريزونا، وكاليفورنيا، وماساتشوستس، بيد أن حيازته في ولايات أخرى لم تُجرم. وفي نيويورك، جلب المحامي جيم مالوني (Jim Maloney) تحديًا دستوريًا فيدراليًا إلى القوانين التي تجرم الحيازة المنزلية البسيطة للننشاكو للاستخدام السلمي في تمارين الفنون القتالية أو الدفاع المشروع عن المنزل. ورفضت المحكمة مطالبة مالوني بشأن التعديل الثاني استنادًا إلى سابقة قضائية بأن التعديل الثاني لا ينطبق إلا على العمل الفيدرالي، وأن القرار قد تم تأكيده من قِبل محكمة الاستئناف الأمريكية الخاصة بالدائرة الثانية. ومع ذلك، في 29 يونيو 2010، أصدرت المحكمة العليا في الولايات المتحدة أمرًا بطلب سجل الدعوى، وإلغاء قرار الدائرة الثانية وإعادة إرساله لـ «مواصلة النظر» في ضوء قرار المحكمة العليا McDonald v. Chicago، الذي نص على أن حق الفرد في «حمل الأسلحة والاحتفاظ بها» محمي بموجب التعديل الثاني وينطبق على الولايات بموجب فقرة الإجراءات القانونية من التعديل الرابع عشر.

## الننشاكو في الثقافة الشعبية
كان الننشاكو سلاحًا شائعًا في الأفلام المتعلقة بالفنون القتالية، وحظي بشعبية على نحو خاص في الثقافة الحديثة من خلال أفلام بروس لي وبواسطة أستاذ الفنون القتالية لوجان تايلور (Logan Taylor). ويمكن رؤية الننشاكو في العديد من وسائل الإعلام المختلفة.
- في العرض التلفزيوني الأمريكي Deadliest Warrior، تعرض الحلقة «ياكوزا vs. Mafia» السلاح ذا المدى القصير الخاص بياكوزا على شكل زوج من الننشاكو حيث تم اختباره مقارنة بالسلاح القصير المدى الخاص بمافيا، مضرب للكرة. وفي المسلسل التلفزيوني المسحورات، اعتاد بيلي جينكنز (Billie Jenkins) في كثير من الأحيان ممارسة الننشاكو المصنوع من المعدن.
- استخدم بروس لي الننشاكو في أفلامه بما في ذلك قبضة الغضب ولعبة الموت وطريق التنين، ودخول التنين.
- كيسي رودز (Casey Rhodes)  [لغات أخرى]‏، استخدم حارس الغابة الأحمر شديد الغضب، زوجًا من الننشاكو يُدعى "Junglechucks" في باور رينجرز جنجل فوري  [لغات أخرى]‏.
  - هذه لقطة من Juken Sentai Gekiranger. كما استخدم Chōriki Sentai Ohranger's OhYellow ننشاكو من نوع nunchucks، غير أنه تم تحرير التصوير بشكل كبير عند الاستخدام في Power Rangers Zeo.
- يُستخدم الننشاكو بشكل بارز في ألعاب الفيديو، لا سيما الألعاب القتالية.:
  - جوني كيدج (Johnny Cage) وليو كانج (Liu Kang) بطلا سلسلة القتال المميت واستخدم الننشاكو ببراعة باعتباره سلاحهما المفضل. والأخير استوحى الشخصية من بروس لي.
  - وعادة ما يستخدم ماكسي (Maxi) ولي-لونج (Li-Long) من مسلسل الروح أحد مسلسلات الألعاب القتالية القائمة على الأسلحة مجموعة متنوعة من الننشاكو.
  - وي الخاصة بشركة نينتيندو وتتميز وحدة التحكم بملحق لـ وي ريموت يُسمى "Nunchuk" حيث إن ظهوره عند توصيله يشبه الننشاكو.
  - سيلفي تيلميت في فاينل فانتازي VIII باستخدام الننشاكو ببراعة في المعركة.
- وفي ليغو نينجاغو، أحد الأسلحة الذهبية البراقة هو الننشاكو الذي استخدمه جاي.
- في الأعمال الكوميدية، غالبًا ما يستخدم الأبطال الخارقون في مارفل Daredevil وفارس القمر الننشاكو. ويستخدم مايكل أنجلو في سلسلة سلاحف النينجا Teenage Mutant Ninja Turtle Michelangelo زوجًا من الننشاكو، الذي يُعد أبرز مزاياه في الكتب قبل تحويل المسلسل إلى فيلم كرتوني .
- في مجال الرسوم المتحركة، استخدمت شخصيات بانثرو، وهي عبارة عن Thunderian من "ThunderCats" زوجًا من الننشاكو. واستخدم مايت جاي (Might Guy) من مسلسل ناروتو الننشاكو كسلاح، كذلك فعل تلميذه روك لي (Rock Lee) - نسبة إلى بروس لي واستخدامه للسلاح.
- يُعرف عن عازف الجيتار الأمريكي بوكيتهيد (Buckethead) عنه أداؤه بالننشاكو وظهر ذلك في منتصف مجموعاته.
- يُعرف عن ممارس الفنون القتالية الأمريكي روميو ماجرودر (Romeo Magruder) القيام بالشقلبة المزدوجة مع تدوير الننشاكو حوله بسرعة. وقام مؤخرًا بجمع 5000 دولار لصالح مستشفى الأطفال في أريزونا من خلال قيامه بهذا العمل المثير في برنامج KPHO على فضائية CBS 5.
- يستخدم معلم التاي شي الأسترالي بريندون جان-لي (Brendon Gan-Le) الننشاكو لتعليم طلابه فن أداء الحركة الأمامية.

## وصلات خارجية
المعلومات والتقنيات
- North American Nunchaku Association
- Nunchaku Tutorials English site with nunchaku tutorials.

الاتحادات الدولية
- World Nunchaku Association English homepage for the World Nunchaku Association, based in the Netherlands.
- International Techdo Nunchaku Association English homepage for the International Techdo Nunchaku Association, based in Switzerland.

المنتديات والبوابات
- Freestyle (Nunchaku) Forum English forum for freestyle nunchaku artist, collectors and enthusiast.

المسائل القانونية
- Pro-Nunchaku German nunchaku site featuring a map of Europe showing the nunchaku laws in different EU-countries (بالألمانية)

```
(بالإنجليزية)
```

- Maloney v. Rice: The Nunchaku Case Chronicles the American legal case of Maloney v. Rice (formerly Maloney v. Spitzer and then Maloney v. Cuomo), which was begun in 2003, and which challenges the constitutionality New York's decades-old prohibition on possession of nunchaku in the privacy of one's home for peaceful use in martial arts training, etc.